# Eleição para governador do Alasca em 1958
A eleição para governador do estado americano do Alasca em 1958 foi realizada em 25 de novembro de 1958 e elegeu o primeiro governador do Alasca. As primárias foram realizadas em 25 de agosto de 1958.
Na primária do Partido Democrata estavam concorrendo o senador territorial William Egan, o presidente do senado territorial Victor C. Rivers, e Gerald "Jerry" Williams. Egan venceu a primária com 22.735 votos (61,06%), contra 8.845 votos de Rivers (23,75%), e 5.656 votos de Williams (15,19%).
Na primária do Partido Republicano o senador estadual John Butrovich Jr. não teve oposição, e a venceu com 9.693 votos (100%).
Em 26 de agosto de 1958, do Alasca também realizou uma eleição primárias para nomear candidatos para as duas vagas do Senado dos Estados Unidos e um assento para a Câmara dos Representantes, além de escolher os candidatos para a secretaria de Estado (hoje vice-governador), e 60 membros da primeira legislatura. Houve no estado 297 locais de votação, hoje são 453.
Na eleição geral John Butrovich, um empresário de Fairbanks e legislador territorial, enfrentou o democrata William A. Egan, Egan acabou vencendo com quase 60% dos votos.